# Erna Schneider Hoover
Erna Schneider Hoover (19 de juny de 1926, Nova Jersey) és una matemàtica nord-americana, reconeguda per inventar un sistema automatitzat de commutació del telèfon que evitava les sobrecàrregues del sistema en les hores punta. Mitjançant un ordinador es supervisaven les trucades entrants, ajustant automàticament l'acceptació de la trucada.

## Biografia
Es va doctorar a la Universitat Yale en filosofia i fonaments de les matemàtiques el 1951. Va fer de professora al Swarthmore College del 1951 al 1954, hi ensenyava filosofia i lògica. El 1954 es va incorporar als Laboratoris Bell com a tècnica associada sènior i va ser promoguda el 1956. Els sistemes de commutació passaven en aquells anys de les tecnologies electròniques a les informàtiques, i es produïen problemes quan una central telefònica se saturava amb milers de trucades en un període breu de temps, que provocaven el col·lapse del sistema.
Hoover va aplicar els seus coneixements sobre lògica simbòlica i teoria de retroalimentació per programar els mecanismes de control d’un centre d'atenció telefònica que imposessin l’ordre a tot el sistema i fessin el servei molt més robust. L'invent va constituir una de les primeres patents de programari mai emeses i els principis de la seva invenció encara es fan servir en equips de telecomunicacions al segle xxi. Va ser aleshores la primera dona supervisora d'un departament tècnic de Bell Labs.
Hoover va treballar després en diverses aplicacions d'alt nivell, com ara programari de control de radars del sistema de salvaguarda de míssils balístics Safeguard, uns sistemes per interceptar les ogives de míssils balístics intercontinentals entrants. El seu departament va treballar en mètodes d' intel·ligència artificial, grans bases de dades i programari transaccional per donar suport a grans xarxes telefòniques. Va treballar en els Laboratoris Bell durant trent-i-dos anys fins a jubilar-se el 1987. Hoover és considerada una pionera destacada en el camp de la tecnologia informàtica.